# Celosia benguellensis
Celosia benguellensis är en amarantväxtart som beskrevs av C. C. Towns. Celosia benguellensis ingår i släktet celosior, och familjen amarantväxter. Inga underarter finns listade i Catalogue of Life.